# Ministeri de Justícia i Interior d'Andorra
El Ministeri de Justícia i Interior d'Andorra és un dels departaments ministerials del Govern d'Andorra. Té competències en justícia, interior, nacionalitat, seguretat pública, prevenció i extinció d'incendis i salvaments, política penitenciària, protecció civil i gestió d'emergències, i immigració. El titular actual és Josep Maria Rossell Pons.

## Llista de ministres
| Legislatura                                                | Nom                              | Nom                              | Inici mandat                     | Fi mandat                        | Partit polític                   | Partit polític                   |
| Ministeri d'Interior (1997-2001)                           | Ministeri d'Interior (1997-2001) | Ministeri d'Interior (1997-2001) | Ministeri d'Interior (1997-2001) | Ministeri d'Interior (1997-2001) | Ministeri d'Interior (1997-2001) | Ministeri d'Interior (1997-2001) |
| ---------------------------------------------------------- | -------------------------------- | -------------------------------- | -------------------------------- | -------------------------------- | -------------------------------- | -------------------------------- |
| II                                                         |                                  | Lluís Montanya Tarrés            | 1r d'abril de 1997               | 12 d'abril de 2001               |                                  | Partit Liberal d'Andorra         |
| Ministeri de Justícia i Interior (2001-2009)               |                                  |                                  |                                  |                                  |                                  |                                  |
| III                                                        |                                  | Jordi Visent Guitart             | 12 d'abril de 2001               | 7 de juny de 2005                |                                  | Partit Liberal d'Andorra         |
| IV                                                         |                                  | Josep M. Cabanes Dalmau          | 7 de juny de 2005                | 8 de maig de 2007                |                                  | Partit Liberal d'Andorra         |
| IV                                                         |                                  | Antoni Riberaygua Sasplugas      | 8 de maig de 2007                | 29 de maig de 2009               |                                  | Partit Liberal d'Andorra         |
| Ministeri d'Interior (2009-2011)                           |                                  |                                  |                                  |                                  |                                  |                                  |
| V                                                          |                                  | Víctor Naudi Zamora              | 8 de juny de 2009                | 13 de maig de 2011               |                                  | Partit Socialdemòcrata d'Andorra |
| Ministeri de Justícia i Interior (2011-2012)               |                                  |                                  |                                  |                                  |                                  |                                  |
| VI                                                         |                                  | Marc Vila i Amigó                | 13 de maig de 2011               | 24 de juliol de 2012             |                                  | Demòcrates per Andorra           |
| Ministeri d'Afers Socials, Justícia i Interior (2012-2019) |                                  |                                  |                                  |                                  |                                  |                                  |
| VI                                                         |                                  | Xavier Espot Zamora              | 24 de juliol de 2012             | 29 de febrer de 2019             |                                  | Demòcrates per Andorra           |
| VII                                                        |                                  | Xavier Espot Zamora              | 24 de juliol de 2012             | 29 de febrer de 2019             |                                  | Demòcrates per Andorra           |
| Ministeri de Justícia i Interior (2012-2019)               |                                  |                                  |                                  |                                  |                                  |                                  |
| VIII                                                       |                                  | Josep Maria Rossell Pons         | 21 de maig de 2019               | en el càrrec                     |                                  | Ciutadans Compromesos            |